# The Faint
The Faint är ett amerikanskt dance-punk/new waveband som bildades i Omaha, Nebraska. Bandet består av Todd Fink, Jacob Thiele, Dapose, Joel Petersen och Clark Baechle. The Faint hette frǻn början Norman Bailer och bestod då även av Conor Oberst från Bright Eyes som The Faint turnerade med under 2005. Dock hoppade han av strax efter att bandet bildades, även om The Faint fortsatte att dela idéer med Bright Eyes på Saddle Creek Records.

## Bandmedlemmar
- Todd Fink — sång, keyboard (1995 - idag)
- Jacob Thiele — keyboard, bakgrundssång (1999 - idag)
- Dapose (Michael Dappen) — gitarr (2001 - idag)
- Clark Baechle — trummor, slagverk (1995 - idag)

### Tidigare medlemmar
- Conor Oberst - gitarr (1995)
- Matt Bowen - keyboard, bas (1995 - 1998)
- Joel Petersen — bas (1995 - 2008)

## Diskografi

### Album
- Sine Sierra (Norman Bailer) (1995 · Lumberjack)
- Media (1998 · Saddle Creek Records)
- Blank-Wave Arcade (1999 · Saddle Creek Records)
- Blank-Wave Arcade Remixes (2000)
- Danse Macabre (2001 · Saddle Creek Records)
- Danse Macabre Remixes (2003 · Astralwerks)
- Wet from Birth (2004 · Saddle Creek Records) #99 US
- Fasciinatiion (2008 · blank.wav) #46 US
- Doom Abuse (2014 - SQE)

### Singlar och EP-skivor
- Mote EP (2001 · Gold Standard Laboratories)
- Agenda Suicide (2002 · City Slang)
- I Disappear (2004 · Saddle Creek Records)
- Desperate Guys (2004 · Saddle Creek Records)
- The Geeks Were Right (2008 · blank.wav)

### Splits
- Music Me All Over (Split 7") (Norman Bailer) (Rolling Hill Records och Lumberjack Records)
- The Faint/Ex-Action Figures (Split 7") (1999 · Saddle Creek Records)

### Remixer
- Radio 4 - Dance to the Underground (2002 · City Slang)
- Joy Electric - We Are Rock (2002 · BEC Recordings)
- Yeah Yeah Yeahs - Y Control (2004 · Interscope Records / Polydor Records)
- Nine Inch Nails - Meet Your Master (2007)

### Samlingar
- Nothing Left Fanzine #8 CD Sampler (1998) (innehåller "Acting; On-Campus TV")
- Saddle Creek 50 (2002 · Saddle Creek Records)
  - Songs: "Worked Up So Sexual", "Take Me to the Hospital"
- Liberation: Songs to Benefit PETA (2003 · Fat Wreck Chords)
  - Song: "Agenda Suicide"
- Lagniappe: A Saddle Creek Benefit for Hurricane Katrina (2005 · Saddle Creek Records)
  - Song: "Hypnotised"

### Intervjuer
- Under The Starry Nitez!
- Intervju på wenn's rockt! WebTV
- Lazy-i intervju: November 1999
- Lazy-i intervju: Augusti 2001
- Lazy-i intervju: April 2003
- Lazy-i.com kolumn i American Recordings
- Intervju med The Faint: Oktober 2008